# Équifinalité
L'équifinalité est la capacité à atteindre le même état final à partir de différents points de départ.

## Concept
En vertu du principe d'équifinalité, un même problème peut être engendré par des causes différentes. Ce principe s'applique aux systèmes dynamiques. Chez certains auteurs, il n'y a réellement équifinalité que lorsque l'état final atteint est un état stable.
Le terme est utilisé dans des domaines très divers. Il est surtout utilisé en écologie et en biologie dans le cadre de l'étude du développement humain. Il désigne alors la propriété de l'organisme vivant à arriver invariablement à un état adulte malgré des caractéristiques embryonnaires différentes.
Le terme est utilisé, quoique rarement, en économie. Il désigne alors la capacité pour un système de redistribution des richesses à atteindre un niveau de répartition de richesse égal.